# Валахо-молдавський ізвод
Валахо-молдавський ізвод — ізвод церковнослов'янської мови, поширений на території Волоського та Молдавського князівств. Вживався в адміністративній (до XVI століття) та церковній (до XVII — початку XVIII століття) сферах.

## Характеристика
Хоча валахо-молдавський ізвод був створений на основі церковнослов'янської мови, на нього значно вплинули сусідні до Румунії слов'янські мови, особливо болгарська, дещо менше сербська (у Волощині) та українська й російська (у Молдавії). Починаючи з XV століття, ізвод зазнавав значних впливів румунської мови.

## Історія

### Використання
Після великого розселення слов'ян церковнослов'янська мова стала літургійною у Східній Європі та в Румунії зокрема під впливом південнослов'янських ранньофеодальних держав. Перехід до церковнослов'янської на території сучасної Румунії відбувся приблизно в X столітті. Більшість румунів не розуміли церковнослов'янської, проте її знали духовенство, князі, бояри, писарі, купці.
Валахо-молдавський ізвод церковнослов'янської мови використовувався також як літературна мова румунських князівств Молдавія та Волощина, зокрема, в літописах, законах, документах та іноді в особистих листуваннях. Це також призвело до інтеграції румунської писемності до писемної культури їхніх сусідів.

### Перехід на румунську
Найдавніші договори (записи) румунською, а не церковнослов'янською, датовані 1575—1590 роками. До 1655—1660 років усі адміністративні документи в румунських князівствах були переведені із церковнослов'янської на румунську.
Заміна слов'янських релігійних текстів із валахо-молдавського ізводу на румунську почалася із румунськомовних перекладів у Мармарощині наприкінці XV століття, а згодом у Трансильванії під час Реформації. У Волощині Євангеліє було перекладено народною мовою у 1512—1518 роках, а 1688 року була надрукована румунськомовна Бухарестська Біблія.
Проте православна церква чинила спротив переходу на румунську. У Молдавії церковні твори видавалися церковнослов'янською до 1731 року, а у Волощині — до 1745.

## Спадщина та оцінки
Корезі, волоський друкар XVI століття, висловлювався проти використання церковнослов'янської в церквах, оскільки священники розмовляли з народом мовою, незрозумілою людям, а крім того, стверджував, нібито всі народи мають Слово Боже власною мовою, окрім румунів. Димитрій Кантемир, молдавський науковець, вважав використання церковнослов'янської «варварством», що спричинило культурний регрес.
Проте валахо-молдавським ізводом створено деякі твори румунської культурної спадщини, як-от літописи, низка історіографічних праць, «Повчання» Нягоє Басараба тощо.